# Mads Rasmussen (fabrikant)
 For alternative betydninger, se Mads Rasmussen. (Se også artikler, som begynder med Mads Rasmussen)
Mads Rasmussen (født 9. juni 1856 i Stegsted ved Odense, død 24. april 1916) var en dansk konservesfabrikant og 1910 stifter af Faaborg Museum.
Mads Rasmussen var af teglværksfamilie. Han interesserede sig fra ung af for frugtavl og frugtvinsproduktion. Han blev tidligt medlem af "Foreningen for Udførsel af Havesager" stiftet i 1894 af Mads Johansen, Sødinge. Efter at have solgt et teglværkspatent i 1887 tilbød han foreningen for egen regning at tage på studietur til Amerika for at lære konserveringsteknik. I 1888 var han med til at starte "De Fynske Vin- og Konserves fabrikker" op. Efter en turbulent periode, der endte med en likvidation i 1892, overtog han personligt resterne under navnet "Dansk Vin- og Konservesfabrik". Han drev derefter virksomheden med stor succes.
I 1896 flyttede han med familie til Konservesgården i Faaborg og tog bolig i den lejlighed, som senere skulle blive til Faaborg Museums første lokaler. I sommeren 1905 blev han kontaktet af Privatbankens Axel Heide. Privatbanken havde en skrantende kunde i Danmarks største konservesfabrik Beauvais. Mads Rasmussen blev direktør og hovedaktionær for de sammensluttede fabrikker. Lejligheden blev til sommerbolig, og familien flyttede til Skjoldsgade 10 i København.
Det var meget belejligt for nogle unge fynske malere, som få år senere med den såkaldte bondemalerstrid forsøgte at trænge igennem det akademiske klima, der herskede i kunsten,
Mads Rasmussen fik med hjælp af arkitekten Carl Petersen omdannet sin sommerbolig til museum Faaborg Museum. Carl Petersen fik dermed skabt sit hovedværk og slået sit navn fast i offentligheden. Museet var medvirkende til at skabe den nyklassicistiske strømning.
Billedhuggeren Kai Nielsen har til grundlæggerens minde hugget en statue af ham, som nu står centralt i museet. Det er en statue af særegen karakter, for mæcenen Mads Rasmussen har ikke har de sædvanlige symboler for sit virke, men er omgivet af tre børn, som legende kravler rundt om benene på ham med frugter i favnen. Normalt står sådan en statue i det fri og er udført i bronze. Men her er den 2,5 meter figur gjort i slebet sort granit, som understreger den jaket, figuren bærer.
Han var Ridder af Dannebrog, byrådsmedlem i Faaborg 1900-1909, formand for Venstrevælgerforeningen i Faaborgkredsen fra dens stiftelse til 1909 og medlem af direktionen for Odense-Nørre Broby-Faaborg Banen.
Han blev den 22. maj 1895 gift med Christine Andersen, født 14. september 1865 i Tved, datter af husmand Jens Pedersen og hustru Cilia født From.
Han døde den 24. april 1916, kun 59 år gammel og er begravet i Faaborg.